# 고흥군의회
고흥군의회는 전라남도 고흥군 지역을 관할하는 기초의회이다.